# Kamień (województwo kujawsko-pomorskie)
Kamień (niem. Kamin (przed traktatem wersalskim), Steine (1939–1945)) – wieś w Polsce położona w województwie kujawsko-pomorskim, w powiecie brodnickim, w gminie Jabłonowo Pomorskie.

## Podział administracyjny
W latach 1975–1998 miejscowość administracyjnie należała do województwa toruńskiego.

## Demografia
Według Narodowego Spisu Powszechnego (III 2011 r.) liczył 233 mieszkańców. Jest trzynastą co do wielkości miejscowością gminy Jabłonowo Pomorskie.

## Drogi wojewódzkie
Przez wieś przechodzi droga wojewódzka nr 543.

## Znane osoby
- Alojzy Jankowski (ur. 14 czerwca 1891 w Kamieniu) – polski nauczyciel, działacz społeczny
- Michał Zaleski (ur. 14 lipca 1952 w Kamieniu) – polski samorządowiec, od roku 2002 do 2024 prezydent Torunia